# 阿森松島鮋
阿松森島鮋，為輻鰭魚綱鮋形目鮋亞目鮋科的其中一種，為熱帶海水魚，分布於東南大西洋阿森松岛海域，棲息深度16-27公尺，體長可達3.8公分，棲息在底層水域，生活習性不明。